# BB Геркулеса
BB Геркулеса (лат. BB Herculis), HD 229414 — двойная звезда в созвездии Геркулеса на расстоянии приблизительно 10026 световых лет (около 3074 парсек) от Солнца. Видимая звёздная величина звезды — от +10,46m до +9,76m. Возраст звезды определён как около 81 млн лет.
Открыта Владимиром Александровичем Альбицким в 1929 году.

## Характеристики
Первый компонент — жёлтый гигант, пульсирующая переменная звезда, классическая цефеида (DCEP)* спектрального класса G5. Масса — около 6,352 солнечной, радиус — около 58,733 солнечного, светимость — около 3122 солнечных. Эффективная температура — около 5750 K.
Второй компонент — красный карлик спектрального класса M. Масса — около 214,66 юпитерианской (0,2049 солнечной). Удалён в среднем на 2,77 а.е..